# Slaget vid Ryssby
Slaget vid Ryssby var en episod under Kalmarkriget och var den andra sammandrabbningen mellan Karl IX:s och Kristian IV:s härar. Det ägde rum vid Ryssby i Småland. Efter slaget vid Kalmar och det svenska uppgivandet av Kalmar slott efter belägringen av Kalmar hotade den dansk-norska flotta den svenska armén i Kalmarsund, samtidigt som Kristian IV ryckte fram den 23 juli mot det svenska lägret i Pertorp. Karl IX slog till reträtt och gick en dagsmarsch bort till det tidigare lägret i Ryssby under natten mot den 24 juli. Kristian IV anföll Ryssby en andra gång den 20 augusti för att kunna ta sig längre in i övre Sverige.